# Домокош, Петер
Петер Домокош (венг. Domokos Péter; 15 января 1936, Suseni, Харгита — 27 мая 2014, Будапешт) — венгерский литературовед, исследователь удмуртской и других финно-угорских литератур.

## Биография
В 1959 году окончил Будапештский университет, 6 лет преподавал литературу и язык в Будапештской гимназии, в 1965—1970 годах преподавал венгерский язык и литературу на кафедре финно-угорской филологии в Ленинградском университете, с 1970 года — научный сотрудник Сегедского университета, в 1980—1986 годах — доцент 1986 года — профессор Будапештского университета.
Защитил кандидатскую диссертацию на тему «История удмуртской литературы» в 1972 году, докторскую — на тему «История литератур малых уральских народов» в 1984 году. В монографии «История удмуртской литературы» (Будапешт, 1975; Ижевск, 1993) он показал историческое, языковое, народно-поэтические корни удмуртской литературы, раскрыл его существенные стороны в типологическом сравнении с коми, марийской, мордовской и чувашской литературой. Другая значительная работа — монография «Формирование литератур малых уральских народов» (Йошкар-Ола, 1993) — представляет собой продолжение предыдущей. История одной национальной литературы перерастает в исследование истории развития около 20 литератур малых уральских народов, их взаимосвязей, взаимовлияния, их общих и отличительных черт, определяет их место в мировой литературе. На сегодня уже опубликовано более 300 его работ.

## Произведения
- A finn irodalom fogadtatása Magyarországon. Budapest, 1972;
- Vatka meg Kalmez: Votják mondák és mesék. Budapest, 1974;
- Az udmurt irodalom története. Budapest, 1975;
- Medveének. A keleti finnugor népek irodalmának kistükre. Budapest, 1975;
- Handbuch der uralischen Literaturen, Szeged, 1983;
- Itäisten suomalais-ugrilaisten kansojen kirjallisuudesta. Helsinki, 1983;
- A kisebb uráli népek irodalmának kialakulása. Budapest, 1985;
- Szkítiától Lappóniáig. A nyelvrokonság és az őstörténet kérdéskörének visszhangja irodalmunkban. Budapest, 1991 (переизд. 1998);
- Barna Ferdinánd. Budapest, 1991;
- История удмуртской литературы. Ижевск, 1993;
- Формирование литератур малых уральских народов. Йошкар-Ола, 1993;
- Négy tanulmány (három ráadással). Budapest, 1996.

## Награды
- Командорский Крест ордена Заслуг (1996).
- Орден Креста земли Марии 5 класса (2 февраля 1999 года, Эстония)[5].
- Медаль Пушкина (23 февраля 2006 года, Россия) — за большой вклад в сближение и взаимообогащение культур народов Российской Федерации и Венгерской Республики[6].